# Catedral de Bodø
La catedral de Bodø és l'església principal de la ciutat noruega de Bodø. És seu de la Diòcesi de Sør-Hålogaland de l'Església de Noruega. És un exemple de l'arquitectura funcionalista noruega, una obra d'Herman Munthe-Kaas i Gudolf Blakstad, finalitzada el 1956.

## L'edifici

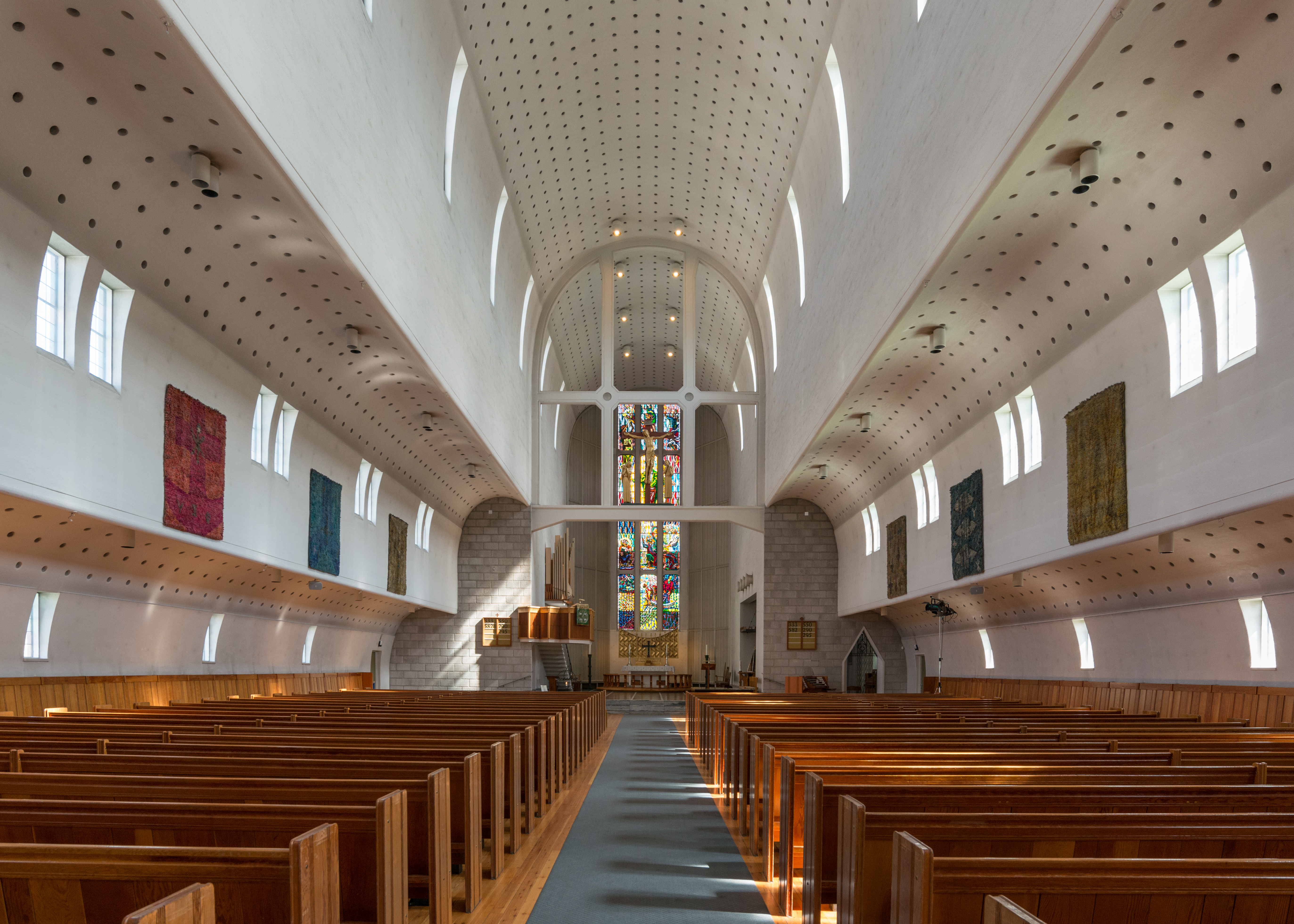
Interior, cap a l'est.

La catedral de Bodø és una construcció d'acer i formigó. El temple és una basílica sense torre, amb cinc naus, un petit cor i un absis poligonal. El pla de la catedral, obeint al model funcionalista, cerca resoldre diverses necessitats; per això, addicionalment a l'espai litúrgic, la construcció té al costat sud dos cossos annexos de menor alçada que alberguen una sala de reunions així com oficines i residències.
Com que la catedral no té torres, hi ha un campanar independent situat a l'oest, compost d'una armadura de formigó i chapitel. Alberga tres campanes. Conserva una placa en memòria dels caiguts de la ciutat durant la Segona Guerra Mundial.

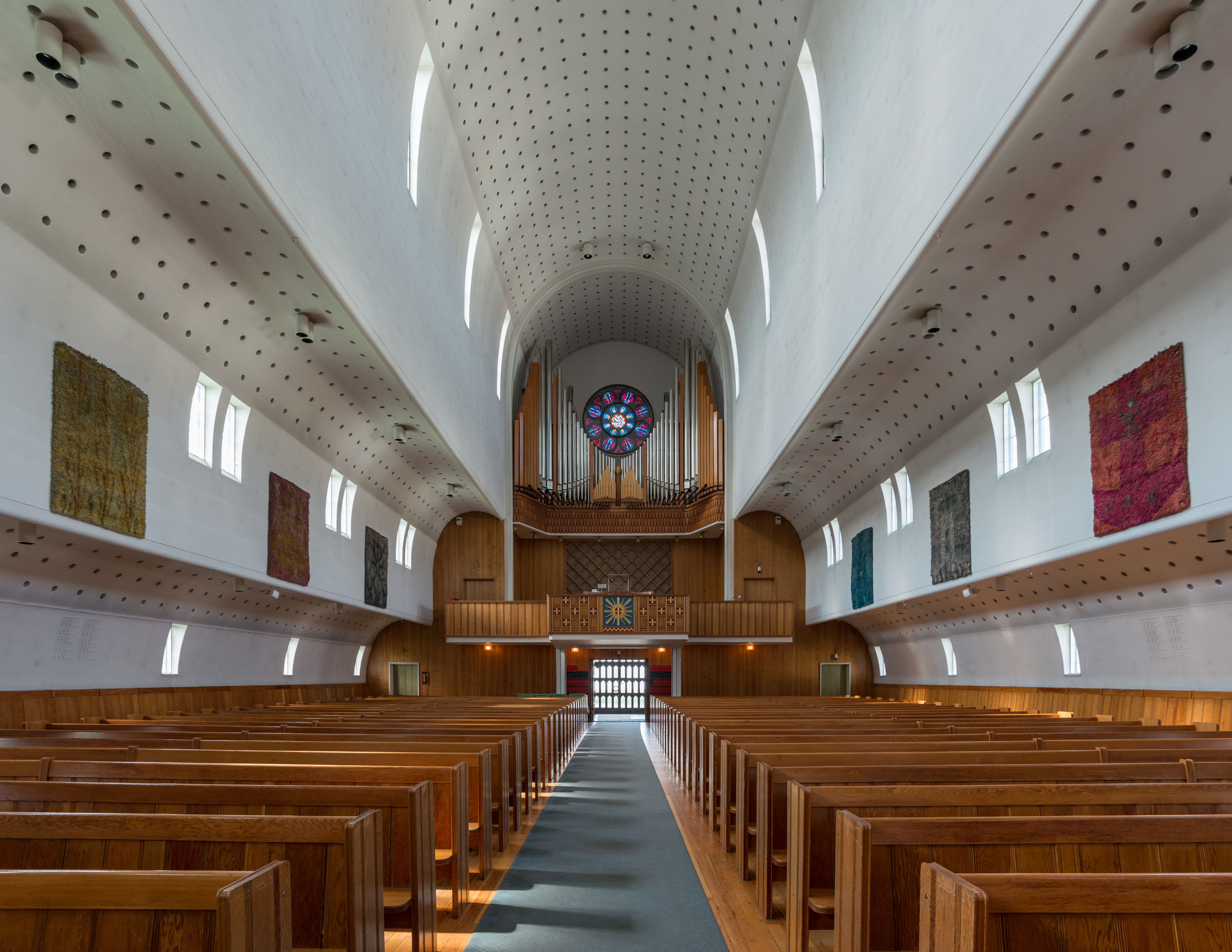
Interior, cap a l'oest.

La nau es divideix en una major i 4 col·laterals, però aquestes no es divideixen per columnes, sinó a través de les seves voltes de canó. Això va ser possible a causa de les estructures de formigó prefabricades. Les naus exteriors són les de menor elevació. La nau major té una alçada superior a les dues naus col·laterals que la flanquegen, i en la seva volta es forma un claristori dotat de finestres corbes. De manera paral·lela, en les voltes d'aquestes dues naus, que serveixen de separació respecte a les naus més exteriors, hi ha finestres que formen un trifori.
En la divisió entre la nau i el cor es troba un grup escultòric representant la passió de Jesús, amb Jesús a la creu, al costat de la Mare de Déu i Sant Joan, conjunt esculpit per Kristofer Leirdal i Tone Thiis Schjetne.
A l'absis del cor s'hi localitza l'altar, un senzill disseny de metall amb una creu al centre. Sobre l'altar, en el mur oriental de l'absis, hi ha un gran vitrall de 12 m d'alçada, dissenyat per Aage Storstein i pintat per Borgar Hauglid. El cor compta també amb una capella lateral i un senzill púlpit de fusta.
L'església té una galeria o segon pis a l'extrem occidental de l'interior de la nau, amb decoració de fusta. Aquí es troba la rosassa, també obra de Hauglid.

## Història

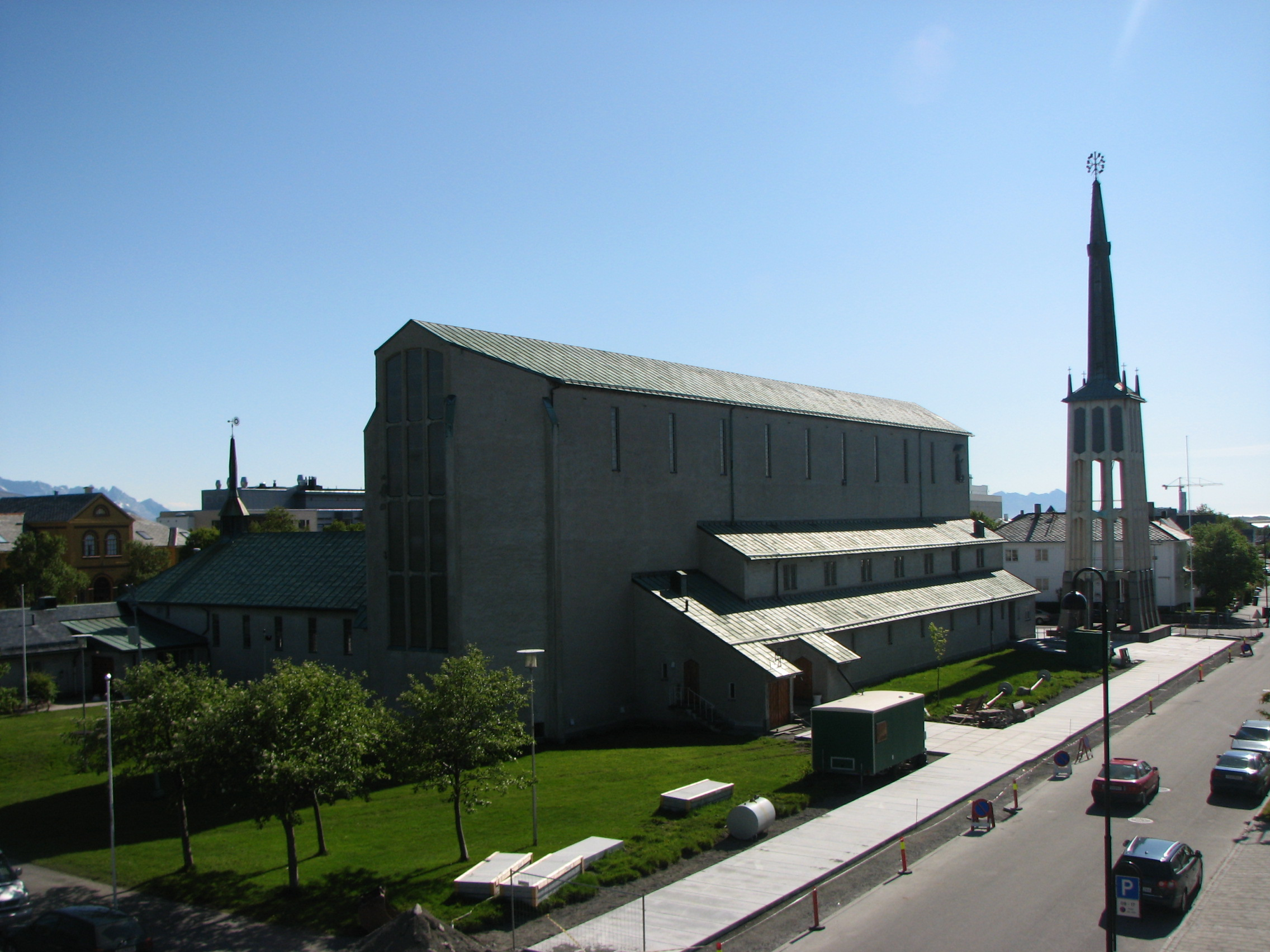
Vista de la catedral des del nord-est.

En aquest lloc hi va haver una església anterior que va ser destruïda pel bombardeig alemany del 27 de maig de 1940, durant la Segona Guerra Mundial. El pro-nazi Nasjonal Samling va considerar ocupar el solar per a la construcció d'una seu del partit, però després de la fi de la guerra el govern va decidir aixecar aquí la catedral de la nova Diòcesi de Sør-Hålogaland. El projecte d'Herman Munthe-Kaas i Gudolf Blakstad ser el guanyador del concurs celebrat a 1946. La primera pedra de la catedral es va col·locar en 1954 i la consagració va tenir lloc dos anys després, el 1956.